# 제주교육박물관
제주교육박물관은 제주특별자치도 제주시 소재의 교육 박물관이다.

## 연혁
- 1994. 5. 15. 제주교육박물관 설치 승인(교육부)
- 1994. 6. 23. 제주교육박물관설치조례 제정(제1906호)
- 1995. 4. 29. 제주교육박물관 개관
- 1995. 9. 13. 제주교육박물관 등록(문화체육관광부 제75호)
- 2001. 1. 1. 평생학습관 지정
- 2004. 1. 4. 관리동 신축
- 2016. 12. 28. 사이버제주교육박물관 개통
- 2017. 4. 3. 제주교육박물관 변경등록(제주특별자치도 제 제주-공립12-1995-1호
- 2020. 6. 23. 제주교육박물관 수장고 증축
- 2021. 2. 19. 제주 독도체험관 개관
- 2021. 7. 1. 제23대 변숙희 관장 취임

## 주요 소장품
- 제주판관 고경준의 금관조복 - 제주특별자치도 향토유형유산 제8호

## 관람 안내
- 관람시간(연중): 오전9시 ~ 오후6시
- 휴관일: 1월1일 / 설, 추석 / 매주 월요일 / 임시 공휴일